# 加藤一 (作家)
加藤 一（かとう はじめ、1967年8月5日- ）は、日本の怪談作家、ライター、編集者。
編集プロダクションGLG補完機構代表。血液型はO型。

## 概要
静岡県生まれ。ジャーナリスト専門学校卒。
実話怪談作家としての著作が有名であるが、創刊当初の富士見書房「月刊ドラゴンマガジン」誌において熱狂的なファンを生んだ読者ページ「ガメル連邦」を仕掛けた編集者としても知られている。
また、ゲーム攻略本からデジタル系雑誌コラムまでライターとしての活動の幅は広く、経歴も長い。
実話怪談『「超」怖い話』シリーズを、執筆と共に裏方的な面でも支えてきた、最古参の著者である。
2007年1月から同シリーズの四代目編著者となっている。
2006年以降、「超」怖い話および恐怖箱シリーズの新たな共著者を募る実話怪談コンテスト＜超-1＞を主催。
新人実話怪談作家の育成にも力を注いでいる。

## 作品・編集 / 監修書籍

### 実話怪談
- 『「超」怖い話』（共著、勁文社） 1991
- 『続「超」怖い話』（共著、勁文社） 1992
- 『新「超」怖い話』（共著、勁文社） 1993
- 『新「超」怖い話2』（共著、勁文社） 1994
- 『新「超」怖い話3』（共著、勁文社） 1994
- 『新「超」怖い話5』（共著、勁文社） 1995　※『新「超」怖い話4』は欠番で存在しない
- 『新「超」怖い話6』（共著、勁文社） 1995
- 『新「超」怖い話7』（共著、勁文社） 1996
- 『新「超」怖い話8』（共著、勁文社） 1997
- 『新「超」怖い話Q』（共著、勁文社） 1999
- 『「超」怖い話 彼岸都市』（共著、勁文社） 2000　※ここまで勁文社版

- 『「超」怖い話А（アー）』（共著、竹書房） 2003　※ここから竹書房版
- 『「超」怖い話Б（ベェー）』（共著、竹書房） 2003
- 『「超」怖い話Γ（ガンマ）』（共著、竹書房） 2004
- 『「超」怖い話Δ（デルタ）』（共著、竹書房） 2004
- 『「超」怖い話Ｅ（イプシロン）』（共著、竹書房） 2005
- 『「超」怖い話Ｚ（ゼータ）』（共著、竹書房） 2005
- 『「超」怖い話Ｈ（イータ）』（共著、竹書房） 2006
- 『「超」怖い話Θ（シータ）』（共著、竹書房） 2006
- 『「超」怖い話Ι（イオタ）』（竹書房） 2007）　※この巻以降、冬のみ編著
- 『「超」怖い話Λ（ラムダ）』（竹書房） 2008
- 『「超」怖い話Ｎ（ニュー）』（竹書房） 2009
- 『「超」怖い話Π（パイ）』（竹書房） 2010

- 『「弩」怖い話 ～螺旋怪談～』（竹書房） 2004
- 『「弩」怖い話2 ～Home Sweet Home～』（竹書房） 2005
- 『「弩」怖い話3 ～Libido with Destrudo～』（竹書房） 2006
- 『「弩」怖い話4 ～Visit Invisible～』（竹書房） 2007

- 『「極」怖い話』（竹書房） 2008
- 『「極」怖い話 罠』（竹書房） 2009
- 『「極」怖い話 甦怪』（竹書房） 2010

- 『「超」怖い話 超-1 怪コレクション』（編、竹書房） 2006
- 『「超」怖い話 超-1 怪コレクション vol.2』（編、竹書房） 2006
- 『「超」怖い話 超-1 怪コレクション vol.3』（編、竹書房） 2006

- 『恐怖箱 超-1 怪コレクション 黄昏の章』（編、竹書房） 2007
- 『恐怖箱 超-1 怪コレクション 夜明けの章』（編、竹書房） 2007
- 『恐怖箱 超-1 怪コレクション 彼岸花』（編、竹書房） 2008
- 『恐怖箱 超-1 怪コレクション 女郎花』（編、竹書房） 2009

- 『「超」怖い話 怪歴』（監修、竹書房） 2007
- 『「超」怖い話 怪記』（監修、竹書房） 2007
- 『「超」怖い話 怪逅』（監修、竹書房） 2009
- 『「超」怖い話 怪福』（監修、竹書房） 2010

- 『恐怖箱 怪医』（監修、竹書房） 2008
- 『恐怖箱 怪癒』（監修、竹書房） 2009
- 『恐怖箱 怪痾』（監修、竹書房） 2010

- 『恐怖箱 蛇苺』（編、竹書房） 2008
- 『恐怖箱 老鴉瓜』（編、竹書房） 2008
- 『恐怖箱 蟻地獄』（編、竹書房） 2009
- 『恐怖箱 十三』（編、竹書房） 2009
- 『恐怖箱 しおづけ手帖』（編、竹書房） 2009

- 『怖い』（編著、竹書房） 2000
- 『とってもこわい携帯メール』（角川書店） 2004
- 『禍禍(まがまが) プチ怪談の詰め合わせ』（二見書房） 2004

- 『妖弄記 書き下ろし実話妖怪談集』（マイクロマガジン社） 2005
- 『おまえら行くな。』（編、北野誠、マイクロマガジン社） 2006
- 『続おまえら行くな。』（編、北野誠、マイクロマガジン社） 2007

### 創作ホラー
- 『怪異伝説ダレカラキイタ? (1) タタリの学校』（あかね書房） 2008
- 『怪異伝説ダレカラキイタ? (2) ノロイの怪魔』（あかね書房） 2008
- 『怪異伝説ダレカラキイタ? (3) ウラミの車輪』（あかね書房） 2008
- 『怪異伝説ダレカラキイタ? (4) 恐怖の教室』（あかね書房） 2009

- 『恐怖箱 遺伝記』（編、竹書房） 2008
- 『怪集 -蟲-』（編、竹書房） 2009
- 『怪集 -蠱毒-』（編、竹書房） 2009

- 『妖幽戯画 幽玄漫画怪異譚』（監修、うえやま洋介犬, 西浦和也、竹書房） 2009　※実話と創作が入り交じった構成。

### ゲーム・ゲーム作品関連書籍
- 『忌火起草』（チュンソフト） 2007
- 『小説・忌火起草』（講談社） 2007

### 映像作品関連書籍
- 『ダムド・ファイル リスト』（角川書店）
- 『仄暗い水の底から - 都市伝説研究読本』（共著、角川書店） ※加藤FAUST名義